# Південна вулиця (Прилуки)
Південна вулиця — одна з вулиць міста Прилуки. Розташована в Південній частині міста в мікрорайоні Рокитний. З'явилася в 1950 році на колишніх землях радгоспу «Деснянський». Нині триває забудова вулиці.

## Розташування
Починається від вулиці Франка, закінчується вулицею Зеленою.

## Будівлі, споруди, місця
Частково забудована приватними будинками, решта території роздана під городи. Закінчується будинками № 15 і 6.

## Транспорт
Автобусного руху не має.